# Thomas M. Bayly
Thomas Monteagle Bayly (* 26. März 1775 bei Drummondtown, Accomack County, Colony of Virginia; † 7. Januar 1834 bei Accomac, Virginia) war ein US-amerikanischer Politiker. Zwischen 1813 und 1815 vertrat er den Bundesstaat Virginia im US-Repräsentantenhaus.

## Werdegang
Thomas Bayly war der Vater des Kongressabgeordneten Thomas H. Bayly (1810–1856). Er besuchte die Washington Academy in Maryland und studierte danach bis 1794 am Princeton College. Nach einem anschließenden Jurastudium und seiner 1796 erfolgten Zulassung als Rechtsanwalt begann er im Accomack County in diesem Beruf zu arbeiten. Außerdem betätigte er sich als Pflanzer. Gleichzeitig schlug er als Mitglied der Föderalistischen Partei eine politische Laufbahn ein. Zwischen 1798 und 1801 saß er im Abgeordnetenhaus von Virginia; von 1801 bis 1809 war er Mitglied des Staatssenats. Während des Britisch-Amerikanischen Krieges von 1812 war er Oberst in der Staatsmiliz von Virginia.
Bei den Kongresswahlen des Jahres 1812 wurde Bayly im 13. Wahlbezirk von Virginia in das US-Repräsentantenhaus in Washington, D.C. gewählt, wo er am 4. März 1813 die Nachfolge von William A. Burwell antrat. Da er im Jahr 1814 auf eine erneute Kandidatur verzichtete, konnte er bis zum 3. März 1815 nur eine Legislaturperiode im Kongress absolvieren. Nach dem Ende seiner Zeit im US-Repräsentantenhaus arbeitete Bayly wieder als Anwalt und Pflanzer. Zwischen 1819 und 1831 gehörte er noch mehrfach dem Abgeordnetenhaus von Virginia an. In den Jahren 1829 und 1830 war er auch Delegierter auf einem Verfassungskonvent seines Heimatstaates. Er starb am 7. Januar 1834 auf seiner Plantage Mount Custis nahe Accomac, wo er auch beigesetzt wurde.